# U.S. Steel
La United States Steel Corporation (NYSE: X), conocida como U.S. Steel, es una empresa de integración vertical productora de acero que efectúa la mayoría de sus operaciones en Estados Unidos y Europa central. La compañía es la decimoquinta mayor productora de acero del mundo según el nivel de ventas. Tiene su base de operaciones en la ciudad de Pittsburgh, Pensilvania.
Fue renombrada como USX Corporation en 1991 y de nuevo United States Steel Corporation en 2001 cuando los accionistas de USX vendieron sus participaciones para crear una filial más pequeña seguido de la compra de Marathon Oil en 1982. Sigue siendo el productor de acero más grande de Estados Unidos, aunque solo produce ligeramente más que en 1902.
En 2023 tuvo una producción de acero de 15.8 millones de toneladas.

## Historia

### Formación
J. P. Morgan y el abogado Elbert H. Gary fundaron la U.S. Steel en 1901 (incorporada el 25 de febrero) por la combinación de la Carnegie Steel Company de Andrew Carnegie, la Federal Steel Company de Gary y la National Steel Company de William Henry Moore de 492 millones dólares (hoy $ 13,810,000,000). Hubo un tiempo en que U.S. Steel fue el mayor productor de acero y la mayor corporación del mundo. Tuvo un capital de 1,4 mil millones dólares (en la actualidad $ 39,280,000,000),  por lo que es la primera corporación en el mundo con mil millones de dólares. La sede de la empresa se estableció en 1901 en el Empire State, comprado a los herederos del estado, Orlando B. Potter por $ 5 millones. En 1907 compró a su mayor competidor, la Tennessee Coal, Iron and Railroad Company, que tenía su sede en Birmingham, Alabama. Esto llevó a la Tennessee Coal a ser remplazada en el Dow Jones Average por la General Electric Company. El gobierno federal intentó utilizar las leyes federales antimonopolio para romper la U.S. Steel en 1911, pero ese esfuerzo fracasó. El tiempo y los competidores han logrado casi lo mismo. En su primer año completo de funcionamiento, US Steel fue responsable del 67 por ciento de todo el acero producido en los Estados Unidos. Cien años más tarde, sus envíos representaron sólo el 8 por ciento del consumo interno. 
La Corporación, conocida así en Wall Street, siempre distinguía a los inversores en virtud de su tamaño, en lugar de por su eficacia o la creatividad durante su apogeo. En 1901, controlaba dos tercios de la producción de acero. Debido a las fuertes deudas asumidas en la formación de la empresa - Carnegie insistía en querer ser pagado en bonos de oro por su participación - y los temores de litigio antimonopolio, US Steel se movió cautelosamente. Los competidores a menudo innovaron más rápido, especialmente Bethlehem Steel, dirigido por el ex primer presidente de U.S. Steel, Charles Schwab. Parte del mercado en expansión de U.S. Steel cayó al 50 por ciento en 1911.
James A. Farrell fue nombrado presidente en 1911 y desempeñó el cargo hasta 1932.

### Mediados delSigloXX
U.S. Steel ocupó el lugar 16 entre las empresas estadounidenses con más contratos de producción y valor durante la Segunda Guerra Mundial. La producción alcanzó un máximo de más de 35 millones de toneladas en 1953. Su empleo fue mayor en 1943, cuando contaba con más de 340.000 empleados, sin embargo, para el año 2000 emplea 52.500 personas.  El gobierno federal también ha intervenido en otras ocasiones para tratar de controlar U.S. Steel. El presidente Harry S. Truman intentó apoderarse de sus fábricas de acero en 1952 para resolver una crisis con su sindicato, el United Steelworkers of America. La Corte Suprema bloqueó la toma de control porque el presidente no tenía autoridad constitucional para apoderarse de las fábricas. El presidente John F. Kennedy tuvo más éxito en 1962 cuando presionó a la industria del acero para revertir los aumentos de precios que consideraba peligrosamente inflacionarios.

### El Periodo de USX
El gobierno federal impidió a U.S. Steel adquirir National Steel en 1984 y la presión política del Congreso de los Estados Unidos, así como el sindicato United Steelworkers (USW) obligó a la compañía a abandonar sus planes para importar planchas de acero de British Steel. Finalmente U.S. Steel adquirió a National Steel por medio de activos en 2003 después de que National Steel quebrara. U.S. Steel adquirió también  Marathon Oil el 7 de enero de 1982, así como la Texas Oil and Gas varios años después. Reorganizó sus propiedades como USX Corporación en el año 1986, con U.S. Steel (renombrada como USS, Inc. ) como una de las principales subsidiarias. Más de 22 000 empleados de USX dejaron de trabajar el 1 de agosto de 1986, después de que el sindicato United Steelworkers of America y la empresa no pudieron ponerse de acuerdo sobre las nuevas condiciones contractuales de los empleados. Esto derivó en una huelga y un bloqueo. Dio lugar a que la mayoría de las instalaciones de USX estuvieran sin trabajar hasta el 1 de febrero de 1987, se degradó seriamente la cuota de mercado en la división del acero. Se negoció un compromiso y fue aceptado por los miembros del sindicato el 31 de enero de 1987. 
El 4 de febrero de 1987, se había llegado a un acuerdo para poner fin al paro, USX anunció que cuatro plantas de USX permanecerían cerradas de forma permanente y la eliminación de unos 3 500 puestos de trabajo del sindicato.
Carl Icahn lanzó una opa hostil hacia el gigante del acero a finales de 1986 en medio de una huelga. Llevó a cabo negociaciones por separado con los sindicatos y con la administración, y se enfrentó con accionistas y la dirección, hasta el abandono de todos los esfuerzos por comprar la empresa el 8 de enero de 1987, unas semanas antes de que los empleados sindicales volvieran al trabajo.